# 502

502(오백이)는 501보다 크고 503보다 작은 자연수다.

## 수학
- 합성수로, 그 약수는 1, 2, 251, 502이다. 진약수의 합은 254이므로, 502는 부족수다.
  - 155번째 반소수다. 앞의 반소수는 501, 다음 반소수는 505다.
- {\displaystyle 5^{25}-1}은 502로 나누어떨어진다.

## 과학·기술
- NGC 502(영어판): 물고기자리 방향에 있는 렌즈형은하.
- HTTP 502 (Bad Gateway→잘못된 게이트웨이): 업스트림 서버에서 잘못된 응답을 받았을 때 웹 서버가 보내는 HTTP 상태 코드.

## 교통
- 고속도로 및 국도
  - 유럽 고속도로 502호선: 프랑스 르망에서 투르까지 이어지는 유럽 고속도로.
  - 오토루트 502호선(프랑스어판): 프랑스의 고속도로.
  - 일본 502번 국도(일본어판): 오이타현 우스키시에서 다케타시까지 이어지는 일본의 국도.
- 기타 도로
  - 현도 제502호선

## 군사
- U-502(영어판, 독일어판): 제2차 세계 대전에 사용된 나치 독일의 군용 잠수함.

## 문화유산
- 대한민국의 보물 제502호: 장말손초상
- 대한민국의 사적 제502호: 경주 불국사

## 방송
- KT HCN의 KBS N 스포츠 채널 번호.

## 기타
- 날짜: 5월 2일
- 연도: 502년, 기원전 502년